# Elezioni parlamentari in Argentina del 2021
Le elezioni parlamentari in Argentina del 2021 per il rinnovo di metà della Camera dei deputati e di un terzo del Senato – che insieme compongono parte del Congresso nazionale dell'Argentina – si sono tenute domenica 14 novembre 2021. 
Le consultazioni hanno portato alla vittoria del partito Insieme per il Cambiamento, che tuttavia ha ottenuto un risultato maggiore al Senato, dove Fronte di Tutti deteneva da circa 40 anni una solida maggioranza.
Le elezioni erano state inizialmente previste per il 24 ottobre, tuttavia, a causa della Pandemia di COVID-19 nel paese, sono state posticipate al 14 novembre.

## Risultati

### Camera dei Deputati
| Liste                                      | Voti       | %     | Differenza % | Seggi vinti | Differenza seggi | Seggi totali |
| ------------------------------------------ | ---------- | ----- | ------------ | ----------- | ---------------- | ------------ |
| Insieme per il Cambiamento                 | 9.943.358  | 42,13 | 1,77         | 61          | 5                | 116          |
| Fronte di Tutti                            | 8.065.652  | 34,17 | 11,09        | 50          | 14               | 118          |
| Libertariani-Conservatori                  | 1.705.416  | 7,23  | Nuovo        | 4           | Nuovo            | 4            |
| Fronte di Sinistra e dei Lavoratori        | 1.305.518  | 5,53  | 2,54         | 4           | 4                | 4            |
| Andiamo con Voi! - Consenso Federale       | 1.301.132  | 5,51  | 0,34         | 4           | 1                | 8            |
| Fronte per il Rinnovamento della Concordia | 230.817    | 0,98  | 0,23         | 1           | 1                | 3            |
| Insieme siamo Río Negro                    | 140.634    | 0,60  | 0,13         | 1           | 1                | 2            |
| Movimento del Popolo Neuquén               | 112.027    | 0,47  | 0,16         | 1           | Stabile          | 1            |
| Siamo l’Energia per Rinnovare Santa Cruz   | 46.633     | 0,20  | 0,20         | 1           | 1                | 2            |
| Altri                                      | 751.306    | 3,21  | N.D.         | —           | Stabile          | —            |
| Totale dei voti validi                     | 23.602.493 | 95,01 | —            | 127         | —                | 257          |
| Schede bianche                             | 792.552    | 3,19  |              |             |                  |              |
| Schede nulle                               | 447.527    | 2,80  |              |             |                  |              |
| Totale dei voti                            | 24.842.572 | 100   |              |             |                  |              |
| Elettori                                   | 34.796.245 |       |              |             |                  |              |

### Senato
| Liste                                      | Voti               | %     | Differenza % | Seggi vinti | Differenza seggi | Seggi totali |
| ------------------------------------------ | ------------------ | ----- | ------------ | ----------- | ---------------- | ------------ |
| Insieme per il Cambiamento                 | 3.290.442          | 46,88 | 6,72         | 14          | 6                | 33           |
| Fronte di Tutti                            | 1.973.917          | 34,17 | 12,04        | 9           | 4                | 35           |
| Andiamo con Voi! - Consenso Federale       | 792.261            | 11,29 | 5,47         | 1           | 1                | 1            |
| Peronismo Federale                         | Non ha partecipato | N.D.  | N.D.         | N.D.        | N.D.             | 1            |
| Fronte per il Rinnovamento della Concordia | Non ha partecipato | N.D.  | N.D.         | N.D.        | N.D.             | 1            |
| Insieme siamo Río Negro                    | Non ha partecipato | N.D.  | N.D.         | N.D.        | N.D.             | 1            |
| Altri                                      | 962.317            | 13,72 | N.D.         | —           | Stabile          | —            |
| Totale dei voti validi                     | 7.018.937          | 94,33 | —            | 24          | —                | 72           |
| Schede bianche                             | 257.523            | 3,46  |              |             |                  |              |
| Schede nulle                               | 164.099            | 2,21  |              |             |                  |              |
| Totale dei voti                            | 7.440.559          | 100   |              |             |                  |              |
| Elettori                                   | 10.505.451         |       |              |             |                  |              |

## Conseguenze del voto
Il presidente argentino Alberto Fernández, in seguito al risultato delle elezioni di metà mandato, ha chiesto il dialogo con l'opposizione, avendo la sua coalizione perso il controllo del Congresso. Il principale partito di opposizione, Insieme per il Cambiamento guidato dall’ex-presidente Mauricio Macri, nel frattempo ha celebrato la vittoria alle elezioni legislative.
Dal punto di vista finanziario, il peso argentino ha registrato una crescita di valore dopo la vittoria dell'opposizione.